# Liste der denkmalgeschützten Objekte im Okres Jablonec nad Nisou
Grundlage dieser Liste der denkmalgeschützten Objekte im Okres Jablonec nad Nisou ist die ÚSKP-Liste (tschechisch Ústřední seznam kulturních památek České republiky ‚Zentrale Liste der Kulturdenkmäler der Tschechischen Republik‘), die von der tschechischen Denkmalschutzbehörde NPÚ (tschechisch Národní památkový ústav ‚Nationale Denkmalbehörde‘) seit 1987 geführt wird und an die seit dem Jahre 1850 geschaffenen Listen anschließt.
Die folgenden Angaben ersetzen nicht die rechtsverbindliche Auskunft der Denkmalbehörde.
Die denkmalgeschützten Objekte werden hier für die einzelnen Gemeinden im Okres Jablonec nad Nisou aufgelistet.
Außerdem gibt es separate Listen für folgende Orte:
- Liste der denkmalgeschützten Objekte in Desná
- Liste der denkmalgeschützten Objekte in Frýdštejn
- Liste der denkmalgeschützten Objekte in Jablonec nad Nisou
- Liste der denkmalgeschützten Objekte in Janov nad Nisou
- Liste der denkmalgeschützten Objekte in Lučaný nad Nisou
- Liste der denkmalgeschützten Objekte in Malá Skála
- Liste der denkmalgeschützten Objekte in Rychnov u Jablonce nad Nisou
- Liste der denkmalgeschützten Objekte in Železný Brod

## Albrechtice v Jizerských horách(Albrechtsdorf)
| Lage                                                            | Objekt                                     | Beschreibung | ÚSKP-Nr.                  | Bild           |
| --------------------------------------------------------------- | ------------------------------------------ | --- | ------------------------- | -------------- |
| Albrechtice v Jizerských horách, am Fluss Bílá Desná (Standort) | Gebrochener Damm der ehem. Talsperre Desná | Talsperre an der Weißen Desse, zerstört. Der Damm wurde 1911–1915 von der Wassergenossenschaft in Dolní Polubný (Unterpolaun) errichtet. Bauausführung: Franz Schön & Söhne, Entwurf Otto Intze (Aachen) und Wilhelm Plenkner (Prag). Dammbruch war am 18. September 1916. | 11290/5-5756 Info Katalog | weitere Bilder |
| Albrechtice v Jizerských horách (Standort)                      | Kirche des hl. Franz von Paola             | Kirche des hl. Franz von Paola – spätbarocke Kirche, urspr. dem hl. Laurentius geweiht, wurde zwischen 1779 und 1784 erbaut, Umbau 1898 im klassizistischen Stil. | 40181/5-4782 Info Katalog | weitere Bilder |

## Bedřichov(Friedrichswald)
| Lage                                                                | Objekt                                       | Beschreibung | ÚSKP-Nr.                  | Bild                   |
| ------------------------------------------------------------------- | -------------------------------------------- | --- | ------------------------- | ---------------------- |
| Bedřichov, Kristiánov, ehem. Bergsiedlung Christiansthal (Standort) | Waldfriedhof Kristiánov                      | Waldfriedhof Christiansthal, Friedhof der ehem. Glasmachersiedlung Kristiánov.                                        | 35397/5-4783 Info Katalog | weitere Bilder         |
| Bedřichov, Wiese an der Waldbaude (Lesní chata) (Standort)          | Glashütte (Sklářská huť)                     | Ehem. Glashütte, archäologische Spuren                                                                                | 103998 Info Katalog       | weitere Bilder         |
| Bedřichov 48, Nová Louka (Standort)                                 | Jagdschloss Nová Louka                       | Jagdschloss Nová Louka (Neuwiese), errichtet 1844 von der Adelsfamilie Clam-Gallas, ab 1930 Sitz der Forstverwaltung. | 17533/5-6 Info Katalog    | Jagdschloss Nová Louka |
| Bedřichov 52, Bergsiedlung Kristiánov (Standort)                    | Fuchsloch – Gedenkstätte der Glasherstellung | Landhaus, genannt Fuchsloch oder Fuchsbaude – Gedenkstätte der Glasherstellung                                        | 21598/5-4784 Info Katalog | weitere Bilder         |

## Držkov(Drschke)
| Lage                                | Objekt                                 | Beschreibung | ÚSKP-Nr.                | Bild           |
| ----------------------------------- | -------------------------------------- | --- | ----------------------- | -------------- |
| Držkov (Standort)                   | Kirche des hl. Bartholomäus            | Kirche des hl. Bartholomäus | 102228 Info Katalog     | weitere Bilder |
| Držkov, bei der Kirche (Standort)   | Schutzengel-Statue                     | Schutzengel-Statue, Statue in den 1990er Jahren gestohle, nur noch der Sockel vorhanden                                            | 26454/5-15 Info Katalog | weitere Bilder |
| Držkov, auf dem Friedhof (Standort) | Denkmal des Streiks in Svárov (Swarow) | Denkmal für die Opfer des Streiks in Svárov (Swarow), jetzt OT von Velké Hamry (Groß Hammer), von 1870, die hier beigesetzt wurden | 24308/5-14 Info Katalog | weitere Bilder |

## Harrachov(Harrachsdorf)
| Lage                                    | Objekt                                      | Beschreibung | ÚSKP-Nr.                  | Bild           |
| --------------------------------------- | ------------------------------------------- | --- | ------------------------- | -------------- |
| Harrachov (Standort)                    | Kirche des hl. Wenzel                       | Kirche des hl. Wenzel | 29609/6-2528 Info Katalog | weitere Bilder |
| Harrachov, Nový Svět 73 (Standort)      | Glasschleiferei                             | Glasschleiferei | 47056/6-4519 Info Katalog | weitere Bilder |
| Harrachov, Nový Svět 128 (Standort)     | Gedenktafel für Prof. MUDr. Rudolf Jedlička | Sanatorium Nr. 128, davon nur: Gedenktafel für Prof. MUDr. Rudolf Jedlička (1869–1926) | 27777/6-2529 Info Katalog | weitere Bilder |
| Harrachov, Nový Svět 27 (Standort)      | Bauernhaus Nr. 27                           | Bauerngehöft | 14536/6-2530 Info Katalog | weitere Bilder |
| Harrachov, Nový Svět 95 a 96 (Standort) | Glashütte in Neuwelt                        | Glashütte in Nový Svět - Herrenhaus Nr. 96 - Gebäude Nr. 95, davon nur: Schleiferei und Betriebsgebäude mit Musterraum sowie die beweglichen Einrichtungen - Kapelle der hl. Elisabeth und die Einfriedung der Kapelle, neugotische Glaskapelle von 1898–1902 | 29114/6-5512 Info Katalog | weitere Bilder |

## Jenišovice(Jenschowitz)
| Lage                                              | Objekt                   | Beschreibung                                          | ÚSKP-Nr.                | Bild           |
| ------------------------------------------------- | ------------------------ | ----------------------------------------------------- | ----------------------- | -------------- |
| Jenišovice 59 (Standort)                          | Červený dvůr (Roter Hof) | Landwirtschaftlicher Hof „Červený dvůr“ Nr. 59 und 60 | 16944/5-43 Info Katalog | weitere Bilder |
| Jenišovice (Standort)                             | Kirche des hl. Georg     | Kirche des hl. Georg                                  | 35917/5-41 Info Katalog | weitere Bilder |
| Jenišovice, im Garten des Hauses Nr. 6 (Standort) | Mariensäule              | Mariensäule                                           | 46261/5-44 Info Katalog | weitere Bilder |

## Jílové u Držkova(Jilau)
| Lage                                                    | Objekt   | Beschreibung | ÚSKP-Nr.                | Bild           |
| ------------------------------------------------------- | -------- | ------------ | ----------------------- | -------------- |
| Jílové u Držkova, im Garten von Haus Nr. 126 (Standort) | Kruzifix | Kruzifix     | 29067/5-45 Info Katalog | weitere Bilder |

## Josefův Důl(Josefsthal)
| Lage                                              | Objekt                               | Beschreibung                         | ÚSKP-Nr.                  | Bild           |
| ------------------------------------------------- | ------------------------------------ | ------------------------------------ | ------------------------- | -------------- |
| Josefův Důl 63 (Standort)                         | Glasschleiferei                      | Glasschleiferei (Brusírna skla)      | 36936/5-47 Info Katalog   | weitere Bilder |
| Karlov (Karlsberg), OT von Josefův Důl (Standort) | Kapelle Mariä Heimsuchung mit Quelle | Kapelle Mariä Heimsuchung mit Quelle | 46462/5-4794 Info Katalog | weitere Bilder |

## Koberovy(Koberwald)
| Lage                                                                                  | Objekt                              | Beschreibung                        | ÚSKP-Nr.                  | Bild           |
| ------------------------------------------------------------------------------------- | ----------------------------------- | ----------------------------------- | ------------------------- | -------------- |
| Besedice (Bessetitz), OT von Koberovy (Standort)                                      | Burg Zbiroh (Hrad Zbirohy)          | Burgruine Zbiroh                    | 25219/5-48 Info Katalog   | weitere Bilder |
| Michovka (Michowka), OT von Koberovy, am Weg nach Turnov (Standort)                   | Statue des hl. Johannes von Nepomuk | Statue des hl. Johannes von Nepomuk | 19612/5-49 Info Katalog   | weitere Bilder |
| Prosíčka (Prositschka), OT von Koberovy, zwischen den Häusern Nr. 8 und 27 (Standort) | Statue des hl. Johannes von Nepomuk | Statue des hl. Johannes von Nepomuk | 25820/5-50 Info Katalog   | weitere Bilder |
| Vrát 14 (Wrat) (Standort)                                                             | Bauernhaus Nr. 14                   | Bauernhaus in Vrát                  | 23041/5-4795 Info Katalog | weitere Bilder |
| Vrát (Standort)                                                                       | Kruzifix                            | Kruzifix                            | 100001 Info Katalog       | weitere Bilder |

## Kořenov(Bad Wurzelsdorf)
| Lage                                                                                         | Objekt                                                    | Beschreibung | ÚSKP-Nr.                  | Bild           |
| -------------------------------------------------------------------------------------------- | --------------------------------------------------------- | --- | ------------------------- | -------------- |
| Horní Kořenov, Desná I, Desná II, Desná III, Polubný, Šumburk nad Desnou, Tanvald (Standort) | Zahnradbahn Tanvald–Kořenov (Bahnstrecke Liberec–Kořenov) | Zahnradbahnstrecke für kombinierten Reibungs- und Zahnradbetrieb mit zahlreichen Betriebsobjekten (ohne Bahnhofsgebäude in Desná): - Tanvald (Tannwald): Zahnradstrecke, Brand-Tunnel in der Gemarkung Žďár (Brand) – Žďárský tunel - Šumburk nad Desnou (Schumburg an der Desse): Zahnradstrecke, Brücke - Desná I (Dessendorf): Zahnradstrecke, Brücke, Dessendorfer Tunnel – Desenský tunel - Desná II: Zahnradstrecke, Brücke, Unterpolauner Tunnel – Dolnopolubenský tunel, Stationsgebäude Dolní Polubný (Unterpolaun) Nr. 517 - Desná III: Zahnradstrecke, Polubenský tunel - Polubný (Polaun): Strecke, Polauner Tunnel vor der Station Kořenov – Polubenský tunel sowie Signallichter, Bogenbrücke, Gewölbe-Durchlass, Brücke über die Jizera (Iser), Bahnhofsgebäude Polubný Nr. 801, Heizwerk Nr. 806, Wasserwerk, Brunnen, Stellwerk, Waage und Drehscheibe. | 13137/5-5455 Info Katalog | weitere Bilder |
| Jizerka (Klein Iser) 20 (Standort)                                                           | Herrenhaus (Panský dům)                                   | Herrenhaus Jizerka, jetzt Pension | 14447/5-52 Info Katalog   | weitere Bilder |
| Polubný (Polaun) (Standort)                                                                  | Kirche des hl. Johannes des Täufers                       | Kirche des hl. Johannes des Täufers | 51002/5-4796 Info Katalog | weitere Bilder |
| Příchovice (Prichowitz), am alten Weg nach Schumburg (Standort)                              | Statue des hl. Johannes von Nepomuk                       | Statue des hl. Johannes von Nepomuk | 34104/5-56 Info Katalog   | weitere Bilder |
| Příchovice (Standort)                                                                        | Kirche des hl. Veit                                       | Kirche des hl. Veit | 31616/5-54 Info Katalog   | weitere Bilder |
| Příchovice (Standort)                                                                        | Aussichtsturm Stephanshöhe                                | Aussichtsturm Stephanshöhe (Hvězda – Štěpánka) | 45215/5-53 Info Katalog   | weitere Bilder |
| Rejdice (Reiditz), bei der Pension U Kapličky (Standort)                                     | Kapelle                                                   | Kapelle in Reiditz | 41838/5-57 Info Katalog   | weitere Bilder |
| Rejdice, an der Landstraße nach Zlatá Olešnice (Woleschnitz) (Standort)                      | Statue des hl. Antonius von Padua                         | Statue des hl. Antonius von Padua, seit 2014 nur noch der Sockel vorhanden | 17726/5-59 Info Katalog   | weitere Bilder |
| Rejdice, bei der alten Glashütte bzw. einer Gruppe von drei denkwürdigen Linden (Standort)   | Statue des hl. Johannes von Nepomuk                       | Statue des hl. Johannes von Nepomuk | 24919/5-58 Info Katalog   | weitere Bilder |

## Líšný(Lischnei)
| Lage                                                                        | Objekt                               | Beschreibung                         | ÚSKP-Nr.                | Bild           |
| --------------------------------------------------------------------------- | ------------------------------------ | ------------------------------------ | ----------------------- | -------------- |
| Líšný 1.díl, U Patřičných, vor Haus Nr. 115 (Lischnei 1. Anteil) (Standort) | Kruzifix                             | Kruzifix                             | 16672/5-61 Info Katalog | weitere Bilder |
| Líšný 2.díl, am Haltepunkt (Lischnei 2. Anteil) (Standort)                  | Kalvarienberg                        | Skulptur – Kalvarienberg             | 46945/5-60 Info Katalog | weitere Bilder |
| Líšný 2.díl, Siedlung Závrší, bei Nr. 28 (Standort)                         | Kapelle des hl. Johannes von Nepomuk | Kapelle des hl. Johannes von Nepomuk | 105664 Info Katalog     | weitere Bilder |

## Maršovice(Marschowitz)
| Lage                    | Objekt            | Beschreibung | ÚSKP-Nr.                | Bild           |
| ----------------------- | ----------------- | ------------ | ----------------------- | -------------- |
| Maršovice 42 (Standort) | Bauernhaus Nr. 42 | Bauernhaus   | 27284/5-77 Info Katalog | weitere Bilder |

## Nová Ves nad Nisou(Neudorf an der Neiße)
| Lage                                              | Objekt   | Beschreibung                                              | ÚSKP-Nr.                | Bild           |
| ------------------------------------------------- | -------- | --------------------------------------------------------- | ----------------------- | -------------- |
| Nová Ves nad Nisou, U křížku (Standort)           | Kruzifix | Kruzifix                                                  | 38086/5-79 Info Katalog | weitere Bilder |
| Nová Ves nad Nisou, Kynast - u tří lip (Standort) | Kruzifix | Kruzifix, bei den drei Linden, gegenüber von Haus Nr. 600 | 14654/5-80 Info Katalog | weitere Bilder |

## Pěnčín(Pintschei)
| Lage                                                              | Objekt                                                        | Beschreibung | ÚSKP-Nr.                  | Bild                                                          |
| ----------------------------------------------------------------- | ------------------------------------------------------------- | --- | ------------------------- | ------------------------------------------------------------- |
| Bratříkov (Bratschikow), OT von Pěnčín, am Haus Nr. 44 (Standort) | Skulpturengruppe des hl. Peter, hl. Paul und des Guten Hirten | Sandsteinskulpturen des hl. Peter, hl. Paul und des Guten Hirten am Haus in Bratříkov Nr. 44, urspr. im Dorf Bzí (Nabsel) bei Železný Brod (Eisenbrod) | 18480/5-3537 Info Katalog | Skulpturengruppe des hl. Peter, hl. Paul und des Guten Hirten |
| Bratříkov če. 44 (Standort)                                       | Bauernhaus Nr. 44                                             | Umgebindehaus, bestehend aus einem Fachwerkhaus (1812) mit einer nach Norden ausgerichteten Scheune, mit typischen Details ausgestattet, teilweise verschiefert und mit Giebelverkleidung, urspr. Nr. 30 - ehem. Gerichtshaus.                                              | 24101/5-87 Info Katalog   | Bauernhaus Nr. 44                                             |
| Huť (Labau), OT von Pěnčín (Standort)                             | Glashütten-Denkmal                                            | Glashütten-Denkmal aus der Mitte des 16. Jhdts., gegr. von Johann Schürer, am Anfang des 18. Jhdts. Betrieb eingestellt – ein rauer Granitstein auf einem Sockel aus groben Granitblöcken, enthüllt am 5. August 1923.                                                      | 15286/5-86 Info Katalog   | Glashütten-Denkmal                                            |
| Krásná (Schumburg), OT von Pěnčín (Standort)                      | Kirche des hl. Josef                                          | Kirche des hl. Josef, zwischen 1756 und 1760 erbaut, Turm von 1779, seit 1782 Pfarrei. | 28226/5-81 Info Katalog   | weitere Bilder                                                |
| Krásná 19 (Standort)                                              | Pfarrhaus                                                     | Pfarrhaus, gemauertes Erdgeschoss, südlich der Kirche, errichtet in den 1760er Jahren, Beispiel gut erhaltener Barockarchitektur. | 24245/5-85 Info Katalog   | Pfarrhaus                                                     |
| Krásná 51 (Standort)                                              | Bäckerei                                                      | Backsteinhaus mit Bäckerei aus dem 1. Viertel des 20. Jahrhunderts, mit einzigartig erhaltener technischer Ausstattung, ein wertvolles technisches Denkmal. Der Komplex umfasst auch ein landwirtschaftliches Gebäude zur Herstellung von ländlichen Lebensmittelprodukten. | 101448 Info Katalog       | Bäckerei                                                      |
| Krásná 37 (Standort)                                              | Gasthaus „U kaštanu“                                          | Gasthaus „Zur Kastanie“ Nr. 37, errichtet 1915, an der Kreuzung der Hauptstraße. Aufgrund starker baulicher Veränderungen, die den historischen Wert reduziert haben, wurde der Denkmalschutz aufzuheben.                                                                   | 11902/5-5445 Info Katalog | weitere Bilder                                                |
| Krásná 10 (Standort)                                              | Bauernhaus des Josef Kittel - Kittlův dům                     | Bauernhaus des Johann Josef Eleazar Kittel - Kittlův dům. Fachwerkgebäude mit Mansardendach aus der Mitte des 18. Jahrhunderts, große Teile der Fachwerkkonstruktionen wurden ersetzt.                                                                                      | 16359/5-84 Info Katalog   | Bauernhaus des Josef Kittel - Kittlův dům                     |
| Krásná (Standort)                                                 | Säule mit Dreifaltigkeitsskulptur                             | Pestsäule mit Heiligenstatuen und Skulpturengruppe der Heiligen Dreifaltigkeit, 1772 vom Prager Bildhauer Josef Leder und dem Steinmetz Godefrid Lawacz im Auftrag von Josef Kittel geschaffen.                                                                             | 86882/5-82 Info Katalog   | Säule mit Dreifaltigkeitsskulptur                             |
| Krásná (Standort)                                                 | Statue des hl. Josef                                          | Barocke Sandsteinskulptur des hl. Josef mit dem Jesusknaben aus der zweiten Hälfte des 18. Jahrhunderts auf zwei dorischen Säulen, die Statue wurde 2000/01 gestohlen, durch eine Kopie ersetzt.                                                                            | 86884/5-83 Info Katalog   | Statue des hl. Josef                                          |

## Plavy (Plaw)
| Lage                 | Objekt                                                   | Beschreibung | ÚSKP-Nr.            | Bild           |
| -------------------- | -------------------------------------------------------- | --- | ------------------- | -------------- |
| Plavy 112 (Standort) | Verwaltungs- und Sozialgebäude der Firma Brůnovy továrny | Verwaltungs- und Sozialgebäude der Firma von František Brůna, errichtet in den 1920er Jahren im Architekturstil der Zwischenkriegszeit mit expressionistischen Einflüssen, Architekt und Baumeister sind nicht bekannt. Umbau und Erweiterung im Jahr 1947 im Stil des späten Funktionalismus als architektonisch interessantes Beispiel für die Fortsetzung der funktionalistischen Formen in der Nachkriegszeit vor dem Beginn des Sozialismus. Das Gebäude ist mit der Fabrikantenvilla Nr. 197 verbunden. | 105538 Info Katalog | weitere Bilder |
| Plavy 197 (Standort) | Haus des Fabrikanten František Brůna                     | Haus der Familie des Fabrikbesitzers František Brůna in den Bauformen der geometrischen Sezession, wobei Elemente verwendet werden, die sich auf die Volksarchitektur der Region beziehen. Vermutlich in den 1910er Jahren von František Brůna als Spinnerei errichtet, in der zweiten Hälfte des 20. Jahrhunderts als medizinisches Zentrum genutzt. | 106149 Info Katalog | weitere Bilder |

## Pulečný (Puletschnei)
| Lage                                                                            | Objekt         | Beschreibung   | ÚSKP-Nr.                  | Bild           |
| ------------------------------------------------------------------------------- | -------------- | -------------- | ------------------------- | -------------- |
| Pulečný, am östlichen Ende des Ortes (Standort)                                 | Pietà-Skulptur | Pietà-Skulptur | 36245/5-100 Info Katalog  | weitere Bilder |
| Pulečný, zwischen den Häusern Nr. 23 und Nr. 101 (Standort)                     | Kruzifix       | Kruzifix       | 45805/5-99 Info Katalog   | weitere Bilder |
| Klíčnov (Klitschnei), nördlich der Landstraße nach Kopanina (Kopain) (Standort) | Kruzifix       | Kruzifix       | 20151/5-4804 Info Katalog | weitere Bilder |

## Rádlo(Radl)
| Lage                                 | Objekt                                 | Beschreibung | ÚSKP-Nr.                  | Bild           |
| ------------------------------------ | -------------------------------------- | --- | ------------------------- | -------------- |
| Rádlo, bei Nr. 66 (Standort)         | Kruzifix                               | Kruzifix an der Kreuzung mitten im Dorf vor dem Haus Nr. 66.                                                         | 20068/5-90 Info Katalog   | weitere Bilder |
| Rádlo, bei der Kirche (Standort)     | Kruzifix                               | Kruzifix | 47214/5-91 Info Katalog   | weitere Bilder |
| Milíře Nr. 48 (Kohlstatt) (Standort) | Bauernhaus Vejprty                     | Bauernhaus Vejprty. Das Gehöft befindet sich südlich der Kapelle von Milíře auf der gegenüberliegenden Straßenseite. | 20556/5-4802 Info Katalog | weitere Bilder |
| Milíře (Standort)                    | Kapelle zur Schmerzhaften Muttergottes | Kapelle zur Schmerzhaften Muttergottes                                                                               | 23908/5-92 Info Katalog   | weitere Bilder |

## Smržovka(Morchenstern)
| Lage                               | Objekt                          | Beschreibung                                                               | ÚSKP-Nr.                  | Bild              |
| ---------------------------------- | ------------------------------- | -------------------------------------------------------------------------- | ------------------------- | ----------------- |
| Smržovka (Standort)                | Kirche des hl. Erzengel Michael | Kirche des hl. Erzengel Michael                                            | 29153/5-103 Info Katalog  | weitere Bilder    |
| Smržovka, Jelení Kout (Standort)   | Kruzifix                        | Kruzifix, an der Kreuzung der Straßen ul. Jana Švermy und ul. Jelení Kout. | 14545/5-4806 Info Katalog | weitere Bilder    |
| Smržovka, Hlavní če. 24 (Standort) | Bauernhaus Nr. 24               | Bauernhaus                                                                 | 23708/5-4805 Info Katalog | Bauernhaus Nr. 24 |

## Tanvald(Tannwald)
Bahnstrecke Tanvald–Kořenov siehe Kořenov.
| Lage | Objekt                                           | Beschreibung                    | ÚSKP-Nr.                  | Bild                 |
| --- | ------------------------------------------------ | ------------------------------- | ------------------------- | -------------------- |
| Tanvald, am Weg nach Smržovka, jetzt Horská ul., bei Haus Nr. 62 (Standort)                                             | Kapelle der hl. Anna                             | Kapelle der hl. Anna            | 15977/5-104 Info Katalog  | Kapelle der hl. Anna |
| Šumburk nad Desnou – Světlá (Schumburg an der Desse, OT Swetla), Příchovická ul. (Standort)                             | Statue des hl. Josef                             | Statue des hl. Josef            | 20322/5-105 Info Katalog  | Statue des hl. Josef |
| Šumburk nad Desnou – Německý Šumburk (Deutsch-Schumburg), zwischen der ul. Vítěznou, Wolkerovou und Raisovou (Standort) | Kirche des hl. Franz von Assisi im OT Schumburg. | Kirche des hl. Franz von Assisi | 13108/5-5504 Info Katalog | weitere Bilder       |

## Velké Hamry(Groß Hammer)
| Lage                                                               | Objekt                        | Beschreibung                  | ÚSKP-Nr.                 | Bild           |
| ------------------------------------------------------------------ | ----------------------------- | ----------------------------- | ------------------------ | -------------- |
| Bohdalovice, OT von Velké Hamry, Mezivodí (Bohdalowitz) (Standort) | Pietà-Skulptur                | Pietà-Skulptur                | 36462/5-108 Info Katalog | weitere Bilder |
| Svárov, OT von Velké Hamry (Swarow) (Standort)                     | Denkmal des Streiks in Svárov | Denkmal des Streiks in Svárov | 22700/5-107 Info Katalog | weitere Bilder |

## Vlastiboř (Wlastiborsch)
| Lage                 | Objekt                | Beschreibung          | ÚSKP-Nr.                 | Bild           |
| -------------------- | --------------------- | --------------------- | ------------------------ | -------------- |
| Vlastiboř (Standort) | Wohnhöhle (Zemljanka) | Wohnhöhle (Zemljanka) | 21025/5-106 Info Katalog | weitere Bilder |

## Zásada(Sassadel)
| Lage                                                   | Objekt                              | Beschreibung | ÚSKP-Nr.                 | Bild                                |
| ------------------------------------------------------ | ----------------------------------- | --- | ------------------------ | ----------------------------------- |
| Zásada, am Friedhof (Standort)                         | Kapelle des hl. Prokop              | Kapelle des hl. Prokop, die dem hl. Prokop geweihte Barockkapelle wurde zwischen 1747 und 1749 im Auftrag des Bürgermeisters und Gastwirts Jan Šourek errichtet. | 46696/5-109 Info Katalog | Kapelle des hl. Prokop              |
| Zásada, zwischen den Häusern Nr. 240 und 42 (Standort) | Statue des hl. Johannes von Nepomuk | Sandsteinstatue des hl. Johannes von Nepomuk, 1823 aufgestellt, vermutlich vom Steinmetz František Prokop aus Semily (Semil).                                    | 106230 Info Katalog      | Statue des hl. Johannes von Nepomuk |

## Zlatá Olešnice(Woleschnitz)
| Lage                                                           | Objekt                                  | Beschreibung | ÚSKP-Nr.                  | Bild           |
| -------------------------------------------------------------- | --------------------------------------- | --- | ------------------------- | -------------- |
| Zlatá Olešnice (Standort)                                      | Kirche des hl. Martin                   | Kirche des hl. Martin | 22683/5-110 Info Katalog  | weitere Bilder |
| Zlatá Olešnice, vor dem Haus Nr. 170 (Standort)                | Pietà-Skulpturengruppe                  | Pietà-Skulpturengruppe | 16851/5-111 Info Katalog  | weitere Bilder |
| Návarov (Nawarow), OT von Zlatá Olešnice (Standort)            | Burg Návarov (Hrad Navarov)             | Burgruine Navarov, zerstört | 32190/5-115 Info Katalog  | weitere Bilder |
| Návarov 1 (Standort)                                           | Schloss Navarov mit Park                | Schloss Navarov mit Park (ohne Gebäude Nr. 10) | 40110/5-5047 Info Katalog | weitere Bilder |
| Stanový (Stanow), při staré cestě do Zlaté Olešnice (Standort) | Statue der hl. Anna                     | Statue der hl. Anna | 24645/5-4807 Info Katalog | weitere Bilder |
| Stanový, bei der ehem. Schule Nr. 54 (Standort)                | Skulpturengruppe der hl. Dreifaltigkeit | Skulpturengruppe der hl. Dreifaltigkeit | 28461/5-114 Info Katalog  | weitere Bilder |
| Stanový 46 (Standort)                                          | Bauernhaus des Antal Stašek             | Bauernhaus des Antal Stašek | 31759/5-112 Info Katalog  | weitere Bilder |
| Stanový 44 (Standort)                                          | Bauernhaus Nr. 44                       | Im Bauernhaus Nr. 44, genannt „Zum Jakob“ (U Jakubů) spielt eine Szene aus Antal Stašeks Roman O ševci Matoušovi a jeho přátelích (Über den Schuster Matouš und seine Freunde). Die Handlung spielt in Vranov vor dem Hintergrund des Streiks von Svárov. Matouš Štěpánek ist eine echte Figur – ein Wilderer und Schmuggler. | 32872/5-113 Info Katalog  | weitere Bilder |